# Ophthalmis sumbana
Ophthalmis sumbana är en fjärilsart som beskrevs av Jordan 1912. Ophthalmis sumbana ingår i släktet Ophthalmis och familjen nattflyn. Inga underarter finns listade i Catalogue of Life.